# کارآگاه کونان: آفتاب‌گردان‌های جهنم
کارآگاه کونان: آفتاب‌گردان‌های جهنم (ژاپنی: 名探偵コナン　業火の向日葵 هپبورن: Meitantei Konan: Gōka no Himawari) فیلمی انیمه‌ای به کارگردانی کوبون شیزونو است که در سال ۲۰۱۵ منتشر شد. این نوزدهمین قسمت از مجموعه فیلم‌های ساخته شده با الهام از مانگا و انیمهٔ کارآگاه کونان محسوب می‌شود. از صداپیشگان آن می‌توان به می‌نامی تاکایاما، کاپی یاماگوچی، واکانا یامازاکی، ریکیا کویاما و مگومی هایاشی‌بارا اشاره کرد.

## داستان
داستان دربارهٔ یک پسر ماجراجو می‌باشد که کارهای عجیبی انجام می‌دهد و می‌خواهد زندگی‌اش را کمی تغییر دهد.